# フクロオオカミ属
フクロオオカミ属（Thylacinus）は、フクロネコ目フクロオオカミ科に属し、既に絶滅した肉食有袋類を含む属である。フクロオオカミ（学名:Thylacinus cynocephalus）だけが近代まで生存していたが、この種も1936年に絶滅した。本属の他の種はいずれも有史以前のオーストラリアに生息していた。

## 種

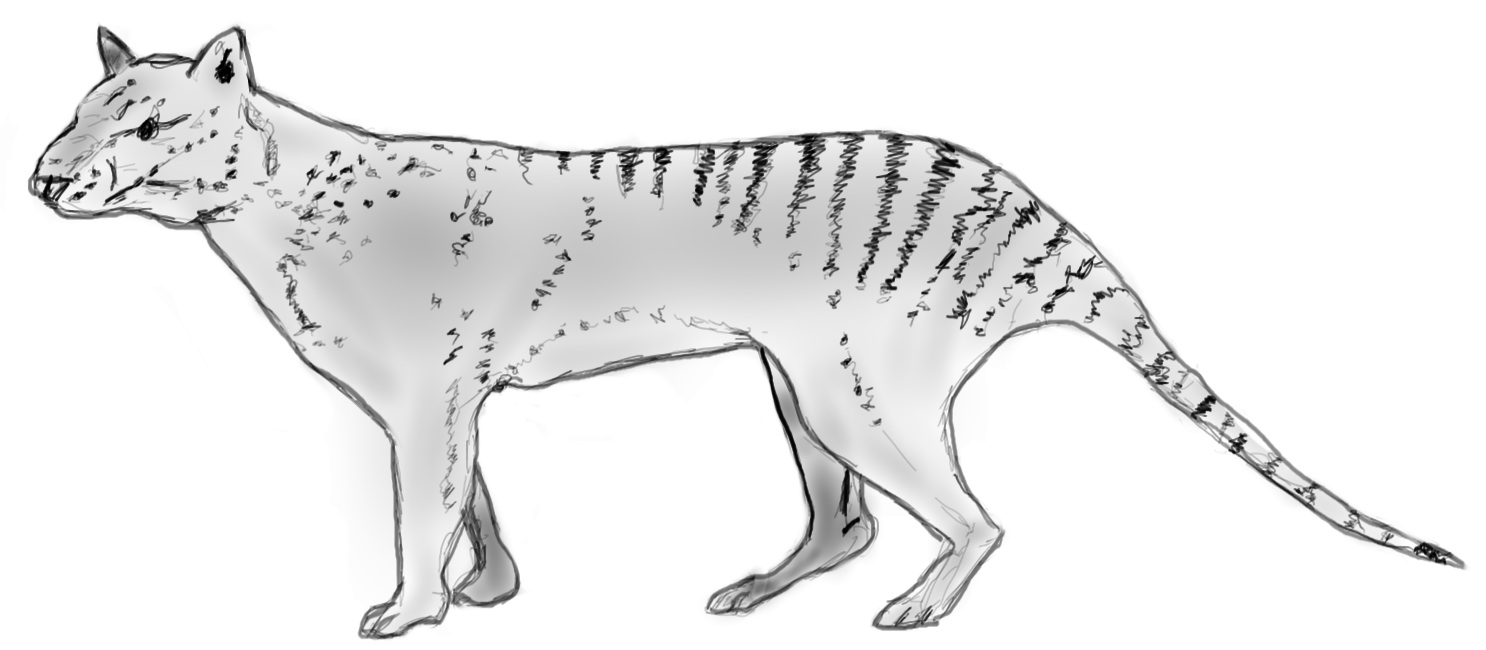
Thylacinus potens

- フクロオオカミ（Thylacinus cynocephalus）— 鮮新世初期〜1936年
- Thylacinus macknessi — 漸新世初期〜中新世後期
- Thylacinus megiriani — 中新世初期
- Thylacinus potens — 中新世後期
- Thylacinus rostralis